# Sapium laurifolium
Sapium laurifolium là một loài thực vật có hoa trong họ Đại kích. Loài này được (A.Rich.) Griseb. miêu tả khoa học đầu tiên năm 1859.